# سريجهن (غرمسير أردستان)
سریجهن (بالفارسية: سریجهن) هي قرية تقع في إيران في قسم غرمسیر الريفي. يقدر عدد سكانها بـ 28 نسمة بحسب إحصاء 2016.